# Norman Taurog
Norman Taurog (Chicago, Illinois, 1899. február 23. – Rancho Mirage, Kalifornia, 1981. április 7.) Oscar-díjas amerikai filmrendező.
Taurog minden idők legfiatalabb rendezője (32 év), aki megkapta az Oscar-díjat a legjobb rendezésért. Továbbá kilenc produkcióval ő rendezte a legtöbb Elvis Presley főszereplésével készült filmet.

## Karrier
Már egészen fiatalon kapcsolatba került a színjátszással és filmekkel. Színpadon kezdte karrierjét gyermekelőadóként, majd később rövidfilmekben is szerepelt. 1920-tól kezdett el rendezni, 1931-ig 42 filmet készített, főleg rövidfilmeket. Az erőssége a könnyed hangvételű vígjátékok voltak, de a drámai műfaj sem volt tőle idegen.
Az áttörés éve 1931. volt. A Skippy című komédiáért elnyerte az Oscar-díjat. Taurog kilencéves unokaöccsét Jackie Coopert is Oscarra jelölték legjobb férfi főszereplő kategóriában, amivel csúcstartó a mai napig. Cooper Kérlek ne lődd le a kutyámat címmel megjelenő önéletrajzi regényében azt írta, hogy Taurog azzal fenyegette meg a forgatás alatt, hogy ha nem tud sírni az adott jelenetekben akkor lelövi a kutyáját. A könyv szerkesztője megkísérelte beletenni a rendező verzióját is, de az elzárkózott az együttműködéstől.
1938-ban minden tudását beleadva Mark Twain regényéből Tom Sawyer kalandjai címmel elkészítette az amerikai irodalom egyik legsikeresebb könyvadaptációját. A produkciót a filmszakma és a közönség is hatalmas lelkesedéssel fogadta. Szintén '38-ban készítette el A fiúk városát Spencer Tracy és Mickey Rooney főszereplésével, melyért Oscar-díjra jelölték. 1939-ben kis híján őt kérték fel az Óz, a csodák csodája rendezésére, még tesztfelvételeket is csinált, míg végül a Metro-Goldwyn-Mayer Victor Flemingnek adott bizalmat. Habár ő rendezte az MGM utolsó háború előtti nagyszabású musicaljét Broadway Melody 1940 címmel Fred Astaire főszereplésével.
A második világháború után dokumentumfilmkészítésben is jeleskedett, 1947 forgatta A kezdet vagy a véget, amely a Manhattan tervről és a Japán elleni atomtámadásról szólt. Az '50-es években főleg vígjátékokat rendezett: Kérlek, higgy nekem (1950), Kutyaütő golfütők (1953), Kenyeres pajtások (1956).
1960-ban forgatta első filmjét Elvis Presleyvel Katonablues címmel. Ez a film fordulópont volt Elvis életében. Előtte egy James Deanre emlékeztető lázadó karaktereket próbált megformálni a Börtönrockban, a Love Me Tenderben és a Creole királyban egyaránt, de menedzserének Tom Parker ezredesnek más tervei voltak az énekessel. A Katonablues sikerét látva, a jól összerakott, egyben szórakoztató történet, lágyszívű karakter annyira bejött az Ezredesnek, hogy további nyolc Elvis főszereplésével készült filmet is Taurogra bízott.
Taurog utolsó filmjét 1968-ban is Elvis Presleyvel készítette Élj egy kicsit, szeress egy kicsit címmel. Egy évvel később megvakult, és befejezte filmes pályafutását. 1981-ben halt meg 82 éves korában.

## Jelentősebb filmjei

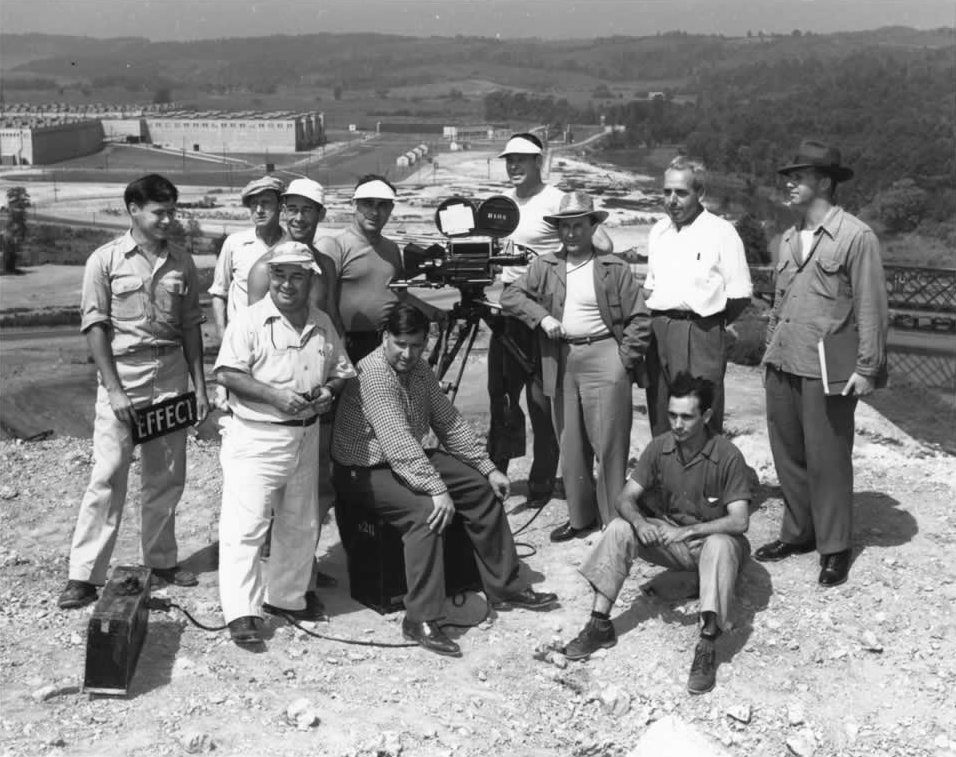
Norman Taurog (előtérben, balról a második) és az MGM operatőri stábja a K-25-ben, Oak Ridge, Tennessee, 1946 júliusában, a Kezdet vagy a vég (1947) forgatásán

- 1968 - Élj egy kicsit, szeress egy kicsit (Live a Little, Love a Little)
- 1968 - Autóversenypálya (Sppedway)
- 1967 - Dupla baj (Double Trouble)
- 1966 - Pergés (Spinout)
- 1965 - Dr. Goldfoot és a bikini-gép (Dr. Goldfoot and the Bikini Machine)
- 1963 - A világvásáron történt (It Happened at the World's Fair)
- 1962 - A lányok angyalok (Girls! Girls! Girls!)
- 1961 - Kék Hawaii (Blue Hawaii)
- 1960 - Katonablues (G. I. Blues)
- 1956 - A legnagyobb köteg (Bundle of Joy)
- 1956 - Kenyeres pajtások (Pardners)
- 1955 - Sosem vagy túl fiatal (You're Never Too Young)
- 1953 - Kutyaütő golfütők (The Caddy)
- 1951 - Gazdag, fiatal és csinos (Rich, Young and Pretty)
- 1950 - A New Orleans-i pirítós (The Toast of New Orleans)
- 1950 - Kérlek, higgy nekem (Please Believe Me)
- 1949 - Az az éjféli csók (That Midnight Kiss)
- 1947 – Kezdet vagy a vég (The Beginning or the En)
- 1946 - Kisstílű szent (The Hoodlum Saint)
- 1943 - Bemutatjuk Lily Marst (Presenting Lily Mars)
- 1943 - Nőbolond (Girl Crazy)
- 1942 - Egy jenki Etonban (A Yank at Eton)
- 1941 - A fiúk városának férfiai (The Men of Boys Town)
- 1941 - Botrányterv (Design of Scandal)
- 1940 - Az ifjú Edison (Young Tom Edison)
- 1940 - Broadway Melody 1940 (Broadway Melody of 1940)
- 1938 - Fiúk városa (Boys Town)
- 1938 - Tom Sawyer kalandjai (The Adventures of Tom Sawyer)
- 1931 - Skippy

## Fontosabb díjak, jelölések
- Oscar-díj
  - 1931 díj: legjobb rendező - Skippy
  - 1939 jelölés: legjobb rendező - A fiúk városa
- Velencei Nemzetközi Filmfesztivál
  - 1938 jelölés: Mussolini Kupa - Tom Sawyer kalandjai

## Fordítás
- Ez a szócikk részben vagy egészben  a   Norman_Taurog című angol Wikipédia-szócikk fordításán alapul.  Az eredeti cikk szerkesztőit annak laptörténete sorolja fel. Ez a jelzés csupán a megfogalmazás eredetét és a szerzői jogokat jelzi, nem szolgál a cikkben szereplő információk forrásmegjelöléseként.